# グレイジング・イン・ザ・グラス
「グレイジング・イン・ザ・グラス」（Grazing in the Grass）は、ヒュー・マセケラが1968年に発表したインストゥルメンタル。全米1位を記録した。

## 概要
1968年3月12日から14日にかけてロサンゼルスのゴールド・スター・スタジオでアルバム『The Promise of a Future』のための録音が行われ、「グレイジング・イン・ザ・グラス」もその時に制作された。マセケラは、「Mr. Bull Dog No. 5」というカウベルで始まるザンビアの曲に触発されてバッキングトラックをレコーディング。スタジオにいた俳優で歌手のフィレモン・ホウが新たなメロディを考え、マセケラのトランペットが吹き込まれた。ギターはブルース・ラングホーン。
マセケラは本作品をあまり気にとめていなかったが、Uniレコードの重役のラス・リーガンはシングルで出すことを決め、同年5月にシングルA面として発表した。B面はマセケラの元妻のミリアム・マケバが書いた「Bajabula Bonke (Healing Song)」。
同年7月20日から7月27日にかけてビルボード・Hot 100の1位を2週連続で記録した。また同時にビルボードのHot R&B Singlesチャートで4週連続で1位を記録。1968年のビルボード年間チャート18位を記録した。
1969年、男女混声のボーカル・グループ、ザ・フレンズ・オブ・ディスティンクションが歌詞をつけてカバー。彼らのバージョンもビルボード・Hot 100の3位、R&Bチャートの5位を記録するなど大ヒットとなった。
『I SHOT ANDY WARHOL』（1996年）、『ボビー』（2006年）、『ラストキング・オブ・スコットランド』（2006年）、『バトル・オブ・ザ・セクシーズ』（2017年）などの映画で使用された。